# Középpályás

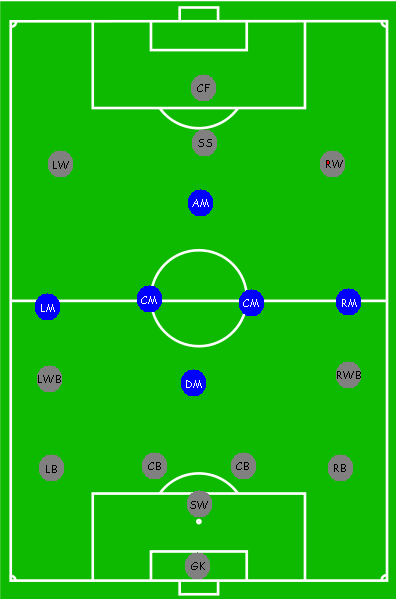
Középpályások lehetséges pozíciói a modern labdarúgásban

A középpályás a mai labdarúgócsapatban betöltött egyik szerepkör, amely a védekező hátvédek és a támadások befejezéseben jeleskedő csatárok között található (az ábrán kék színnel láthatóak a középpályások lehetséges pozíciói).
Lényegében a középpályás a mezőny teljes területén mozgó játékos, akit feladata szerint szélső középpályásnak, irányítónak (szervező középpályásnak), védekező középpályásnak vagy támadó középpályásnak neveznek, attól függően, hogy melyik csapatrész erősítése a feladata. A mezőnyjátékosok közül a legtöbb futást, a legtöbb energiát követelő szerepkör.

## Története
Kialakulása hosszú folyamat volt a három fedezet, majd két fedezet általánossá válásától a hátravont középcsatár (például a magyar Aranycsapatban Hidegkuti Nándor) alkalmazásán és a 4-2-4 felálláson át a mai különböző alakzatokig (1-3-5-1, 4-4-2 stb.), ahol a középső szám a középpályások számát jelöli.

## A védekező középpályás
A védekező középpályás  elsősorban a védekezésre összpontosít.
A legtöbb védekező középpályást középső védőként is lehet alkalmazni. Napjaink legnagyszerűbb játékosai ezen a poszton Sergio Busquets, Xabi Alonso (visszavonult), N’Golo Kanté, Javier Mascherano, Bastian Schweinsteiger, Daniele De Rossi, Sami Khedira, valamint Nigel de Jong. Ezen játékosok közül leginkább a Chelsea játékosa, N'Golo Kanté testesíti meg a modern védekező középpályást, más néven szűrő középpályást - gyors, jól szerel, ügyesen fejel és kiváló irányító.

## A támadó középpályás
A támadó középpályások a középső középpályások és a csatárok közötti területen játszanak, elsődleges feladatuk pedig a támadások segítése, és a két csapatrész összekötése. Főként a támadásokban vesznek részt, védekezésben kevésbé. Bal-, illetve jobb oldali, valamint középső támadó középpályást különböztetünk meg. Leggyakoribb típusai az ún. tequartista (azaz háromnegyedes középpályás), a játékmester (playmaker), a hamis kilences (false 9), az irányító középpályás (advanced playmaker), illetőleg az árnyékék (shadow striker). Angol jelölése AM, azaz attacking midfielder. Napjaink legjobb támadó középpályásai között emlegethető Kevin De Bruyne, Luka Modrić, Mesut Özil, James Rodríguez, İlkay Gündoğan, Thiago Alcântara, Ivan Rakitić, Dele Alli, Paulo Dybala, Bruno Fernandes, Christian Eriksen, Bernardo Silva, Toni Kroos, illetve David Silva.

## Mezszámok
Amíg a mezszámokat szigorúan az összeállítás szerint osztották ki 1-től 11-ig, a fedezetek rendre a sor közepén található számokat kapták.
Napjainkban a játékosoknak már állandó mezszámuk van, amit hivatalosan nem kötnek posztokhoz. Ugyanakkor akad néhány hagyomány alapján kiosztott mezszám. A 6-ost, amelyet a régebbi játékrendszerekben a fedezetek egyike viselt, általában védekező középpályás kapja. A szélső középpályások gyakran kapják az egykori ötcsatáros rendszer jobb- és balszélsőinek 7-es és 11-es mezszámát (azonban nem mindig követik a klasszikus számozást, Cristiano Ronaldo például 7-es számmal bal szélen játszik). A 10-est rendszerint irányító vagy támadó középpályások kapják (bár szokták csatárok is), általában a csapat legtechnikásabb, legkreatívabb játékosa.